# Hanns Herzing
Hanns Herzing (* 6. März 1890 in Striesen als Julius Hans Herzing; † 17. Februar 1971 in Dresden) war ein deutscher Maler. Er wurde vor allem durch seine Hochgebirgsansichten bekannt.

## Leben

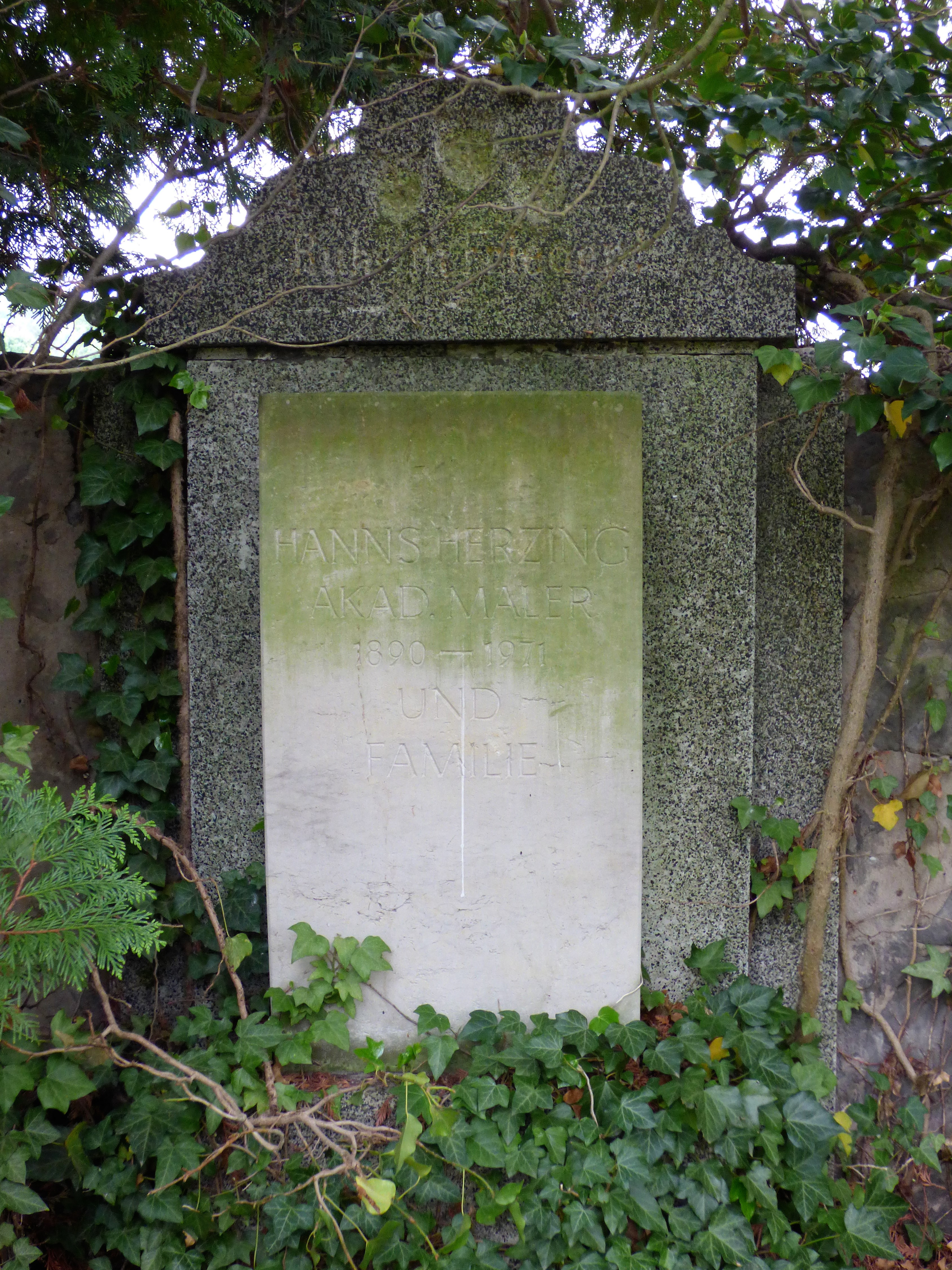
Das Familiengrab der Herzings auf dem Friedhof in Hosterwitz.

Hanns Herzing war der Sohn des Malers Andreas Herzing und wurde Schüler an der Kunstakademie in Dresden. Zu seinen Lehrern zählten Gotthardt Kuehl und Carl Bantzer. Bei Eugen Bracht wurde er Meisterschüler. 1925 reiste er in die Schweiz, wo er sich mehrere Jahre aufhielt.
Herzing war Mitglied des Sächsischen Kunstvereins, der Dresdener Vereinigung Schaffender Künstler e. V. und des Dresdner Künstlerbunds und in der Zeit des Nationalsozialismus des Deutschen und Österreichischen Alpenvereins und der Reichskammer der bildenden Künste. Er war nach der Machtergreifung bis 1943 nachweislich auf mindestens zehn Ausstellungen vertreten. Seine Arbeitsräume hatte er in der heute nicht mehr existierenden Breiten Straße 17. Das Gebäude wurde 1945 durch Bomben zumindest schwer beschädigt.
Seine letzten Jahre lebte Herzing in der DDR, wo er jedoch kaum beachtet wurde. Sein Atelier hatte er in Niederpoyritz, Staffelsteinstr. 31.
Herzings Grab befindet sich auf dem Friedhof in Dresden-Hosterwitz.

## Werk
In den Jahren 1924/25 entstanden im Wartesaal des Hauptbahnhofes in Dresden zwei Kolossalgemälde, die beim Bombenangriff am 13. Februar 1945 zerstört wurden. Zu seinen bekanntesten Gemälden wurde Matterhorn im Spiegel des Riffelsees, das als Nachdruck auf Postkarten verbreitet wurde.
Herzing hinterließ in der Hauptsache Berg- und Hochgebirgsgemälde, die er in mehreren Atelierausstellungen zum Thema Landschaft der Berge ausstellte. Den größten Teil seiner Werke fotografierte der mit ihm befreundete Dresdner Fotograf Walter Hahn ab. Die Fotografien sind heute Teil seines Nachlasses, den Herzings Witwe Margarethe Herzing 1971 der Sächsischen Landesbibliothek in Dresden verkaufte, wo dieser noch heute verwahrt wird. Ergänzt wurde der Bestand durch ein Geschenk vom gleichalten Bibliotheksdirektor Hans Hoffmann.

## Ehrung
An seinem früheren Atelierhaus in Niederpoyritz erinnert heute eine Gedenktafel an den Künstler.

## Werke (Auswahl)
- Meine Eltern (1910; Öl; Galerie Neue Meister Dresden)
- Der Bibliothekar (1914, Öl)
- Piz Palü und Bernina (Öl, vor 1930)

## Weitere Ausstellungen (unvollständig)
- 1921: Dresden (Herbstausstellung des Sächsischen Kunstvereins)